# Symrise
Symrise AG — німецький виробник ароматизаторів та парфумів. Symrise є членом Європейської асоціації ароматів. Продажі компанії становлять 3,154 млрд. євро.

## Історія
Symrise була заснована у 2003 році шляхом злиття дочірньої компанії Bayer Haarmann & Reimer (H & R) та Dragoco, які базуються в Гольцміндені, Німеччина.

### Haarman & Reimer
Haarman & Reimer (H&R) була заснована у 1874 році місцевими хіміками Фердинандом Тіманом і Вільгельмом Гарманом. Першим поштовхом до створення компанії став вдалий експеримент синтезу ваніліну з коніферину. Тоді Гольцмінден став першим місцем, де ванілін був продуктом промисловості.
У 1917 році H&R підтримав невдалий трирічний проект синтезу аромату фіалки Леопольда Ружичка.
У 1953 році Bayer придбав H&R.

### Dragoco
Dragoco була заснована у 1919 році Карлом-Вільгельмом Гербердінгом та його двоюрідним братом Августом Белмером.
Пізніше Хорст-Отто Гербердінг, голова виконавчого комітету в Dragoco, перевів усі свої акції в нову корпорацію Symrise та злиття завершилось 23 травня 2003 року.

### Події після 2003 року
У квітні 2005 р. Symrise придбав Flavours Direct, компанію з виробництва ароматів і приправ у Великій Британії.
У січні 2006 р. Symrise придбав GMBH, виробника ботанічних екстрактів, що базується у Гамбурзі.
У листопаді 2006 року Symrise оголосила свої плани щодо продажу акцій вартістю 650 мільйонів євро в IPO. Deutsche Bank та UBS провели лістинг 11 грудня 2006 року. Акції Symrise були розміщені на Франкфуртській фондовій біржі. Це була найбільша німецька публічна пропозиція 2006 року з 81,030,358 акцій.
19 березня 2007 року Symrise була додана до індексу MDAX.
У березні 2013 р. Symrise придбав виробника ароматизаторів Belmay.
12 квітня 2014 року Symrise оголосила про купівлю Diana Group, яка на той час була одним із провідних виробників природних ароматів. Справа була закрита 29 липня 2014 року та оцінка становила приблизно 1,3 млрд євро капіталу та боргу.
У листопаді 2020 р. Symrise анонсувала договір про покупку з корпорацією Sensient Technologies, з метою придбання власного аромату та арома-бізнесу.